# 安達二十三
安達 二十三（あだち はたぞう、1890年6月17日—1947年9月10日）是大日本帝國陸軍將領，最終階級為陸軍中將。
安達出生於明治23年，故他的父親安達松太郎將其取名為「二十三」（他的兩位哥哥：安達十六及安達十九，亦以此取名）。日本陸軍士官學校第22期畢業，曾任日軍步兵第12聯隊長、第37師團長、北支那方面軍參謀長，1942年11月9日，擔任因應太平洋戰爭需要而新設立的第18軍司令官。
第18軍駐防於新幾內亞，當安達就任司令時，新幾內亞的制空權與制海權已經落入同盟國的掌控，對外補給與援助均被切斷，在蠻荒的熱帶叢林中，轄下的三個師團與一個旅團完全處於自食其力的狀態。在經歷了休恩半岛战役、萨拉马瓦-莱城战役及艾塔佩戰役等多場失敗後，安達自知無法仰賴本國的補給，遂加強與當地原住民的往來與合作，並在駐地開拓農園以確保糧食無虞。
1944年11月，美國及澳洲聯軍發動了艾塔佩-韦瓦克战役，以蠶食的方式逐步向第18軍進攻，安達所屬各部隊只能不斷的往內陸轉進，在醫療、糧食皆嚴重不足的情形下，士兵大量的餓病死。1945年9月13日，他代表東部新幾內亞的日軍，向澳洲軍隊投降，此時他麾下的16萬部隊，僅存不足2萬人。
戰後，安達接受了盟國的軍事審判，與其他將領不同的是，對於盟軍的指控，他非但沒有否認，反而把所有第18軍的戰爭罪行全部包攬到自己的身上（無論他自己有無實際參與），且積極地為部屬脫罪，最終他被判處了終身監禁。1947年9月10日，安達二十三獲悉最後的8名部屬已經獲得釋放後，用偷來的水果刀在牢獄中切腹自殺，年57歲。

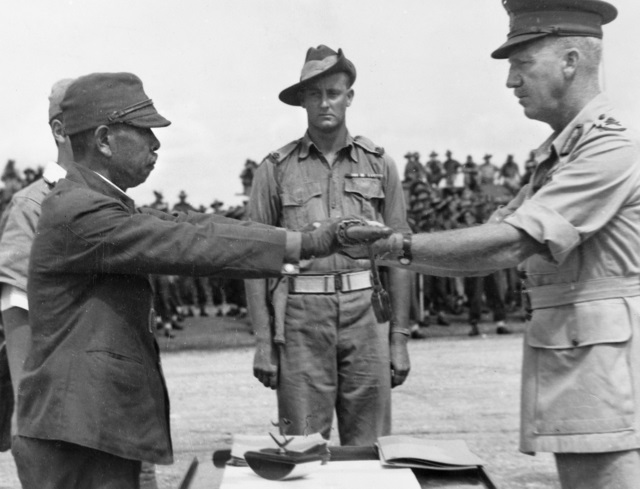
安達二十三向澳大利亞陸軍第六師師長霍勒·羅伯遜（Horace Robertson）少將投降